# Vicariato apostolico di Iquitos
Il vicariato apostolico di Iquitos (in latino: Vicariatus Apostolicus Iquitosensis) è una sede della Chiesa cattolica in Perù immediatamente soggetta alla Santa Sede. Nel 2022 contava 1.058.410 battezzati su 1.232.818 abitanti. È retto dal vescovo Miguel Ángel Cadenas Cardo, O.S.A.

## Territorio
Il vicariato apostolico comprende la parte centrale della regione peruviana di Loreto.
Sede del vicariato è la città di Iquitos, dove si trova la cattedrale di San Giovanni Battista.
Il territorio è suddiviso in 25 parrocchie.

## Storia
La prefettura apostolica di San León del Amazonas fu eretta il 5 febbraio 1900 con il decreto Cum interior della Congregazione di Propaganda Fide, ricavandone il territorio dalla diocesi di Chachapoyas.
Il 22 febbraio 1921 la prefettura apostolica fu elevata a vicariato apostolico con il breve Quae catholico di papa Benedetto XV.
Il 27 dello stesso mese cedette una porzione del suo territorio a vantaggio dell'erezione della prefettura apostolica di San Gabriel de la Dolorosa del Marañón (oggi vicariato apostolico di Yurimaguas).
Il 13 luglio 1945 cedette un'altra porzione di territorio a vantaggio dell'erezione della prefettura apostolica di San José del Amazonas (oggi vicariato apostolico).
Il 1º agosto dello stesso anno ha assunto il nome attuale in forza del decreto Post erectam della Congregazione di Propaganda Fide.

## Cronotassi dei vescovi
Si omettono i periodi di sede vacante non superiori ai 2 anni o non storicamente accertati.
- Paulino Díaz Rodríguez, O.S.A. † (19 giugno 1900 - 24 ottobre 1911 dimesso)
- Pedro Prat Escalas, O.S.A. † (24 ottobre 1911 - 12 febbraio 1914 dimesso)
- Rufino Santos Pérez † (12 febbraio 1914 - 15 settembre 1915 dimesso)
- Sotero Redondo Herrero, O.S.A. † (15 settembre 1915 - 24 febbraio 1935 deceduto)
  - Rosino Ramos † (1935 - 1938 deceduto) (pro-vicario apostolico)
  - Claudio Bravo Morán † (1938 - 1941 dimesso) (amministratore apostolico)
- José Constantino García Pulgar, O.S.A. † (21 agosto 1941 - 30 gennaio 1954 deceduto)
- Ángel Rodríguez Gamoneda, O.S.A. † (8 maggio 1955 - 12 giugno 1967 ritirato)
- Gabino Peral de la Torre, O.S.A. † (12 giugno 1967 succeduto - 5 gennaio 1991 dimesso)
- Julián García Centeno, O.S.A. (5 gennaio 1991 - 2 febbraio 2011 ritirato)
- Miguel Olaortúa Laspra, O.S.A. † (2 febbraio 2011 - 1º novembre 2019 deceduto)
- Miguel Ángel Cadenas Cardo, O.S.A., dal 15 maggio 2021

## Statistiche
Il vicariato apostolico nel 2022 su una popolazione di 1.232.818 persone contava 1.058.410 battezzati, corrispondenti all'85,9% del totale.
| anno | popolazione | popolazione | popolazione | presbiteri | presbiteri | presbiteri | presbiteri                | diaconi | religiosi | religiosi | parrocchie |
| anno | battezzati  | totale      | %           | numero     | secolari   | regolari   | battezzati per presbitero | diaconi | uomini    | donne     | parrocchie |
| ---- | ----------- | ----------- | ----------- | ---------- | ---------- | ---------- | ------------------------- | ------- | --------- | --------- | ---------- |
| 1950 | 60.000      | 65.000      | 92,3        | 14         |            | 14         | 4.285                     |         | 17        | 23        | 5          |
| 1966 | 127.000     | 129.000     | 98,4        | 32         |            | 32         | 3.968                     |         | 9         | 45        | 10         |
| 1970 | 150.040     | 165.000     | 90,9        | 41         | 4          | 37         | 3.659                     |         | 42        | 57        |            |
| 1976 | 190.000     | 210.000     | 90,5        | 24         | 3          | 21         | 7.916                     |         | 34        | 51        | 18         |
| 1980 | 230.000     | 250.000     | 92,0        | 22         | 3          | 19         | 10.454                    |         | 28        | 39        | 13         |
| 1990 | 464.000     | 490.000     | 94,7        | 23         | 4          | 19         | 20.173                    |         | 40        | 36        | 29         |
| 1999 | 638.916     | 798.646     | 80,0        | 28         | 12         | 16         | 22.818                    |         | 27        | 45        | 23         |
| 2000 | 670.860     | 833.780     | 80,5        | 27         | 11         | 16         | 24.846                    |         | 28        | 46        | 23         |
| 2001 | 690.980     | 875.470     | 78,9        | 22         | 9          | 13         | 31.408                    |         | 22        | 52        | 22         |
| 2002 | 707.820     | 892.900     | 79,3        | 25         | 10         | 15         | 28.312                    |         | 36        | 54        | 22         |
| 2003 | 739.320     | 924.150     | 80,0        | 26         | 12         | 14         | 28.435                    | 1       | 40        | 55        | 22         |
| 2004 | 770.200     | 951.400     | 81,0        | 29         | 15         | 14         | 26.558                    |         | 48        | 53        | 22         |
| 2010 | 913.500     | 1.075.300   | 85,0        | 27         | 14         | 13         | 33.833                    |         | 36        | 49        | 23         |
| 2014 | 954.289     | 1.118.815   | 85,3        | 36         | 18         | 18         | 26.508                    |         | 36        | 54        | 24         |
| 2017 | 993.842     | 1.159.578   | 85,7        | 35         | 17         | 18         | 28.395                    |         | 28        | 64        | 25         |
| 2020 | 1.030.400   | 1.200.200   | 85,9        | 35         | 18         | 17         | 29.440                    |         | 34        | 53        | 25         |
| 2022 | 1.058.410   | 1.232.818   | 85,9        | 33         | 16         | 17         | 32.073                    |         | 27        | 46        | 25         |